# Onze-Lieve-Vrouw-Hemelvaartkerk (Wuustwezel)
De Onze-Lieve-Vrouw-Hemelvaartkerk is een parochiekerk in de gemeente Wuustwezel. Een eerste gotische kerk werd tussen 1225 en 1250 opgetrokken, op de plaats waar sinds 1221 een houten kerk stond, die gewijd was aan de heilige Lambertus, apostel van de Kempen. Die kerk werd in 1485 vervangen door een groter gebouw, dat in de 18de eeuw werd aangepast, en in 1899 en 1900 in neogotische zin werd vergroot, onder meer met een nieuwe dwarsbeuk, en nagenoeg geheel vernieuwd naar ontwerp van architect Jules Bilmeyer. De torenspits evenals een stuk van het westelijke gedeelte werden na vernietiging in 1940 wederopgebouwd in 1941-43.
De kerk is gewijd aan Onze-Lieve-Vrouw ten Hemel Opgenomen.
Aansluitend bevindt zich rond de kerk de begraafplaats. De oudste graven zouden dateren uit het midden van de negentiende eeuw.